# Геллер Еммануїл Савелійович
Еммануїл Савелійович Геллер (справжнє прізвище — Хавкін; нар. 8 серпня 1898, Катеринослав, Російська імперія — пом. 6 травня 1990, Москва, Російська РФСР, СРСР) — радянський актор театру і кіно, заслужений артист РРФСР (1974).

## Біографія
До 1920 року служив у Червоній Армії. Після демобілізації поїхав до Москви. У 1925 році закінчив Державний театральний технікум ім. А. В. Луначарського (клас Вахтанга Мчеделова), і вступив до трупи агіттеатра «Синя блуза». Потім грав у московських театрах (Театр мініатюр, Театр оглядів, з 1927 Театр Сатири, Мюзик-хол).
Вперше знявся у кіно — 1930 року. Частіше за інших актор грав піратів, швейцарів, пенсіонерів та «осіб кавказької національності». Навіть безсловесна поява актора на екрані викликала у глядачів посмішку. Найбільші ролі Геллера — неприємний, підступний і корисливий лихвар Джафар у «Насреддіні в Бухарі» і, навпаки, милий, нескінченно добрий старий капельмейстер у поетичній картині Валерія Рубінчика «Вінок сонетів» (остання роль визнавалася найкращою кінороллю 1977 року Біларусьфільмі).
У комедії Григорія Александрова «Веселі хлопці» (1934) його герой вимовляє лише одну фразу — захоплюється дружиною, яка плаче на концерті симфонічної музики (насправді ж їй муляли туфлі). У фільмах «Волга, Волга» (1938) та «Перша рукавичка» (1947) він грав метушливих фотокореспондентів, у яких вся гама почуттів відбивається лише на обличчях. А в кінострічці " Серця чотирьох " (1941) він з'явився за кілька секунд до фіналу і наздоганяв потяг, а також грав роль людини в черзі до телефонної будки. Ці кадри стали справжньою класикою, зразками школи кіноепізоду, за якою згодом осягали ази багато талановитих коміки.
З 1950-х років — в штаті Театру-студії кіноактора.
Актор працював до останніх днів. Він знімався у багатьох відомих режисерів, причому по кілька разів. Він був частим гостем сатиричного кіножурналу «Фітіль». Його творчості присвячено буклет із серії «Актори радянського кіно».
У 1974 році йому було присвоєно звання «Заслужений артист Російської РФСР».
Помер 6 травня 1990 року в Москві. Похований на Новому Донському кладовищі.

## Творчість

### Фільмографія
1. 1932 — Витончене життя —  капітан, (немає в титрах)
2. 1934 — Веселі хлоп'ята —  глядач на концерті, (немає в титрах)
3. 1935 — Джульбарс —  горець, (немає в титрах)
4. 1936 — Цирк —  диригент, (немає в титрах)
5. 1936 — Гобсек —  кельнер
6. 1936 — Зорі Парижа —  стрілок, (немає в титрах)
7. 1938 — Волга-Волга —  фотокореспондент, (немає в титрах)
8. 1938 — Лікар Айболить —  пірат
9. 1939 — Моряки —  капітан, (немає в титрах)
10. 1941 — Танкер «Дербент» —  моторист Жора
11. 1941 — Дочка моряка —  матрос, (немає в титрах)
12. 1941 — Серця чотирьох —  пасажир / людина в черзі в телефон-автомат
13. 1941 — Старий двір —  мешканець
14. 1941 — Боксери —  тренер, асистент Ланса
15. 1941 — Морський яструб —  полонений капітан, (немає в титрах)
16. 1942 — Олександр Пархоменко —  матрос-анархіст, (немає в титрах)
17. 1942 — Бойова кінозбірка № 11 —  денщик Тряску  («Кар'єра лейтенанта Гоппе»)
18. 1943 — Два бійці —  матрос, (немає в титрах)
19. 1943 — Насреддін в Бухарі —  Джафар
20. 1944 — Кощій Безсмертний —  стражник
21. 1945 — Поєдинок —  швейцар, (немає в титрах)
22. 1946 — Біле Ікло —  золотошукач Дік
23. 1946 — Адмірал Нахімов
24. 1946 — Перша рукавичка —  фотокореспондент, (немає в титрах)
25. 1947 — Миклухо-Маклай —  Кафа
26. 1947 — Дорога без сну —  доктор Хачатуров
27. 1947 — Поїзд йде на схід —  офіціант вагона-ресторану, (немає в титрах)
28. 1948 — Сталінградська битва
29. 1949 — Щасливий рейс —  фокусник, (немає в титрах)
30. 1950 — Сміливі люди —  завідувач тиром / старий на прийомі у Кожина, (немає в титрах)
31. 1950 — Вогні Баку —  офіціант, (немає в титрах)
32. 1951 — Пржевальський
33. 1952 — Максимко —  помічник капітана «Бетсі»
34. 1952 — Садко —  візир (немає в тирах)
35. 1953 — Сеанс гіпнозу (короткометражний) —  асистент
36. 1953 — Адмірал Ушаков —  турецький адмірал Джезаірлі Газі Хасан-паша, (немає в титрах)
37. 1953 — Вихори ворожі —  анархіст, (немає в титрах)
38. 1953 — Кораблі штурмують бастіони —  кавалер Мішеру, посол неаполітанського короля
39. 1954 — Школа мужності —  осавул Ібрагім
40. 1955 — Овід —  шпик, (немає в титрах)
41. 1955 — Крах емірату —  афганський офіцер
42. 1956 — Дорогоцінний подарунок —  завідувач аптекою
43. 1956 — Господиня готелю —  слуга кавалера
44. 1956 — Челкаш (короткометражний) —  грецький капітан
45. 1956 — Поет —  культпрацівник, художник і акомпаніатор
46. 1956 — Партизанська іскра —  румунський капрал
47. 1957 — Зоряний хлопчик —  1-й стражник
48. 1957 — Мета його життя —  провідний інженер, (немає в титрах)
49. 1958 — Ідіот —  гусар з почту Рогожина
50. 1958 — Життя пройшло повз —  продавець
51. 1958 — Біля тихої пристані —  продавець канцтоварів
52. 1959 — Чорноморочка —  ударник в оркестрі
53. 1959 — У нашому місті (короткометражний) —  сусід
54. 1959 — Втрачена фотографія (СРСР, Чехословаччина) —  одесит
55. 1959 — Твір мистецтва (короткометражний) —  перукар
56. 1960 — Російський сувенір —  шахрай продавець женьшеню
57. 1960 — Кьорогли —  шейх-воєначальник
58. 1961 — Пурпурові вітрила —  музикант Циммер
59. 1961 — Музика Верді (короткометражний) —  Бузунар
60. 1961 — Дуель —  Мустафа
61. 1961 — Відрядження —  продавець взуття
62. 1962 — Сім няньок —  приймальник прокату
63. 1962 — Чорна чайка —  директор бродячого цирку
64. 1962 — Капронові сіті —  пастух
65. 1963 — Без страху і докору —  ляльковод
66. 1963 — Увага! У місті чарівник! —  астроном
67. 1963 — Штрафний удар —  фотокореспондент, (немає в титрах)
68. 1963 — Слуха-ай!.. —  швець з Вільно
69. 1964 — Де ти тепер, Максим? —  чоловік випрошує цвяхи у Григоровичу
70. 1964 — До побачення, хлопчики —  продавець солодощів
71. 1964 — Москва — Генуя —  перукар
72. 1964 — Зелений вогник —  спізнюється в аеропорт дідусь Шурика і Юрика
73. 1964 — Фитиль —  сусід (Де ж справедливість? № 23)
74. 1965 — Альошкіне полювання —  працівник тиру
75. 1965 — Буває й так —  тренер
76. 1965 — Фитиль —  лікар, (Терміново! 03 !. Петрику № 34)
77. 1965 — Іду на грозу —  Гатенян
78. 1965 — Операція «И» та інші пригоди Шурика —  пасажир з парасолькою
79. 1965 — Сплячий лев —  Ніконов, співробітник банку, член місцевкому
80. 1965 — Надзвичайне доручення —  банкір, (немає в титрах)
81. 1966 — Чарівна лампа Аладдіна —  наймудріший
82. 1966 — Саша-Сашенька —  людина з партитурою
83. 1966 — Прощавай —  грек
84. 1967 — Тиха Одеса —  аптекар
85. 1967 — Кавказька полонянка, або Нові пригоди Шурика —  шашличник
86. 1967 — Кам'яний гість —  господар таверни
87. 1968 — Втікач з «Бурштинового»
88. 1968 — Часи року —  чистильник взуття
89. 1968 — Нові пригоди невловимих —  грек-човняр
90. 1968 — Помилка Оноре де Бальзака —  Рабу, літератор
91. 1969 — Старий знайомий —  бухгалтер
92. 1968 — Посміхнись сусіду —  Мамуля, прийшов з обміну квартири
93. 1969 — Вибух після півночі —  купець
94. 1970 — Чортова дюжина —  пірат Чао
95. 1970 — Один з нас —  букиніст
96. 1970 — Опікун —  пасажир, що спізнюється на вокзал
97. 1970 — Пригоди жовтої валізки —  адміністратор цирку
98. 1970 — Зірки не гаснуть —  представник Афганістану
99. 1971 — Їхали в трамваї Ільф і Петров —  пасажир трамвая в папасі
100. 1971 — Ні дня без пригод —  чистильник
101. 1971 — Алло, Варшаво! —  конкурсант-кулінар
102. 1973 — Невиправний брехун —  Рахтан, головний слуга принца Бурухтаніі
103. 1974 — Північна рапсодія —  диригент Христофор Ібрагімович
104. 1975 — Ау-у! (фільм) (Що наше життя?!, Або Що наше життя?!) —  диригент
105. 1975 — Під дахами Монмартра —  Сценаріус, помреж
106. 1976 — Вінок сонетів —  капельмейстер
107. 1976 — 12 стільців —  кавказець в шашличної / лахмітник, що купив речі у батька Федора
108. 1976 — Повість про невідомого актора —  актор  (немає в титрах)
109. 1976 — Ти — мені, я — тобі —  Єгорович, швейцар в лазні
110. 1976 — «Сто грам» для хоробрості... —  алкоголік в черзі
111. 1978 — Здається квартира з дитиною —  кіоскер
112. 1978 — Поки божеволіє мрія —  банкір, (немає в титрах)
113. 1978 — 31 червня —  чарівник Марлограм, учень Великого Мерліна і дядько Мальгріміі
114. 1978 — Баламут —  професор Володимир Михайлович, викладач вищої математики
115. 1979 — Ах, водевіль, водевіль... —  скрипаль з оркестру
116. 1979 — Єралаш (випуск № 19, епізод «Тато, мама, я — дружна сім'я») —  дідусь Васі
117. 1980 — Інакше не можна —  фотограф
118. 1981 — Проданий сміх —  діловий партнер Треч
119. 1982 — Принцеса цирку —  диригент
120. 1982 — Покровські ворота —  Савельїч, дідусь Яші  (озвучував Георгій Віцин)
121. 1983 — До своїх!..
122. 1983 — Таємниця вілли «Грета» —  доглядач кубла
123. 1984 — Людина-невидимка —  господар будинку, де жив Гріффін (озвучив І. Ясулович)
124. 1986 — Сім криків в океані —  старий, пасажир 3 класу (озвучив І.Ясуловіч)
125. 1989 — Приватний детектив, або Операція «Кооперація» —  старий-пасажир
126. 1990 — Мій чоловік — іншопланетянин —  посильний з трояндами

### Телеспектакль
- 1985 — Золота рибка (використана теленовела «Ау-у!») —  диригент
- 1956 — Господиня готелю —  слуга кавалера

#### Озвучування
- 1984 — Другий раз в Криму (Кіностудія ім. Горького (Ялтинська філія)) — (немає в титрах)
- 1970 — Чортова дюжина (Одеська кіностудія) — пірат
- 1963 — Де Ахмед? (Азербайджанфільм) — Мамед (роль Мустафи Марданова)
- 1963 — Приборкувачі велосипедів (Талліннфільм) — контролер у поїзді
- 1961 — Розповідь жебрака (Грузія-фільм) — Шакро (роль А. Кванталіані)
- 1961 — Квітень (Польща)
- 1958 — Сьома подорож Сіндбада (США)
- 1956 — Сила мундира (ФРН)
- 1955 — Гаспарон (Австрія)